# Rafał Boguski
Rafał Boguski (Ostrołęka, 1984. június 9. –) lengyel labdarúgó, 2005 és 2021 között a Kalwarianka Kalwaria csatára.

## Pályafutása

### Klubcsapatokban
A profi pályafutását a másodosztályú ŁKS Łomża klubnál kezdte, ahol a negyed- és harmadosztályban játszott. 2005-ben Wisła Krakówhoz igazolt A Kraków színeiben azonban csak két meccset játszott, mielőtt kölcsönadták a rivális GKS Bełchatównak. Itt kiválóan teljesített, ezért a szezon után visszatérhetett a Wisła Krakowhoz. Azóta háromszor nyert bajnokságot a klubbal. Összesen 335 mérkőzésen lépett pályára és 57 gólt szerzett. 16 év után (2021-ben) a lengyel másodosztályba került.

### A válogatottban
A lengyel válogatottban 2007. december 15-én debütált Bosznia-Hercegovina ellen. 2009. április 1-jén világbajnoki selejtezőn gólt szerzett a San Marino ellen. Mindez a  23. másodpercben történt, ez a valaha leggyorsabban lőtt gól lengyel játékos által. Utolsó nemzetközi mérkőzését 2009. április 1-jén játszotta a 2010-es világbajnokság selejtezőjében, San Marino ellen, amikor 2 gólt szerzett. A csatár legutóbb 2010. augusztus 11-én, a Kamerun elleni barátságos mérkőzésen szerepelt a lengyel keretben.

## Sikerei, díjai

### Klubcsapatokkal
ŁKS 1926 Łomża
- III liga (1): 2003–04

 Wisła Kraków
- Ekstraklasa (3): 2007–08, 2008–09, 2010–11

### Egyéni
- III liga gólkirály: 2003–04